# Köcsény-Lancsár
Köcsény–Lancsár (szlovákul Kočín–Lančár) község Szlovákiában, a Nagyszombati kerületben, a Pöstyéni járásban. Köcsény és Lancsár közös közigazgatási egysége.

## Fekvése
Pöstyéntől 16 km-re nyugatra fekszik.

## Története
Köcsényt 1436-ban Kotlyn, 1446-ban és 1576 Kochyn alakban említik. Lancsár már 1262-ben szerepel Kuerencher néven okiratban. Az 1332 és 1337 között kelt pápai tizedjegyzék Gueren-cher néven említi. 1394-ben szerepel Lanchar néven először.
Vályi András szerint "KOCSIN. Tót falu Nyitra Várm. földes Ura G. Erdődy Uraság, lakosai katolikusok, fekszik Láncsárnak szomszédságában, mellynek filiája, határja középszerű"
"LANCSÁR. Tót falu Nyitra Várm. földes Ura G. Erdödy Uraság, lakosai katolikusok, fekszik Vág Újhelyhez harmadfél mértföldnyire, határja ollyan mint Lapassónak."
Fényes Elek szerint "Kocsin, Nyitra m. tót falu, Verbóhoz 3/4 órányira; 270 kath., 7 zsidó lak. Bortermesztés; híres cseresnye. F. u. többen. Ut. p. N.-Szombat."  Archiválva 2007. szeptember 27-i dátummal a Wayback Machine-ben
"Lancsár, tót falu, Nyitra vmegyében, Verbóhoz 1 órányira: 206 kath., 9 zsidó lak. Kath. paroch. templommal, bortermesztéssel, híres cseresznyével. F. u. gr. Erdődy Józsefné. Ut. posta Galgócz."  Archiválva 2007. szeptember 27-i dátummal a Wayback Machine-ben
A trianoni békeszerződésig mindkét falu Nyitra vármegye Pöstyéni járásához tartozott.

## Népessége
| Év:            | 1994. | 2004.   | 2014.   | 2024.   |
| -------------- | ----- | ------- | ------- | ------- |
| Emberek száma: | 542   | 521     | 525     | 503     |
| Eltérés:       |       | -3,87 % | +0,76 % | -4,19 % |

| Év:            | 2023. | 2024. |
| -------------- | ----- | ----- |
| Emberek száma: | 503   | 503   |
| Eltérés:       |       | +0 %  |

1910-ben Köcsénynek 259, Lancsárnak 217, túlnyomórészt szlovák lakosa volt.
2001-ben Köcsény–Lancsár 538 lakosából 534 szlovák volt.
2011-ben Köcsény–Lancsár 520 lakosából 502 szlovák.

## Nevezetességei
- Mihály arkangyal tiszteletére szentelt római katolikus temploma a 17. században épült, a korábbi gótikus templom helyén.
- 19. századi klasszicista kápolna.
- 18. századi harangtorony.

## Külső hivatkozások
- Községinfó
- Köcsény-Lancsár Szlovákia térképén
- Travelatlas.sk
- E-obce.sk Archiválva 2008. szeptember 16-i dátummal a Wayback Machine-ben